# (3274) Maillen
(3274) Maillen (1982 UK6; 1981 QO2) ist ein ungefähr 13 bis 16 Kilometer großer Asteroid des äußeren Hauptgürtels, der am 23. August 1981 vom belgischen Astronomen Henri Debehogne am La-Silla-Observatorium auf dem La Silla in La Higuera, Chile (IAU-Code 809) entdeckt wurde. Er gehört zur Themis-Familie, einer Gruppe von Asteroiden, die nach (24) Themis benannt ist.

## Benennung
Der Asteroid (3274) Maillen wurde nach dem belgischen Ort Maillen benannt. Dieser etwa 1000 Einwohner umfassende Ort liegt in der wallonischen Region ungefähr 15 Kilometer südlich von Namur und ist der Heimatort Debehognes.